# Mandevilla moritziana
Mandevilla moritziana är en oleanderväxtart som först beskrevs av Müll.Arg., och fick sitt nu gällande namn av John Donnell Smith. Mandevilla moritziana ingår i släktet Mandevilla och familjen oleanderväxter. Inga underarter finns listade i Catalogue of Life.